# Infern - Cant vint-i-dosè

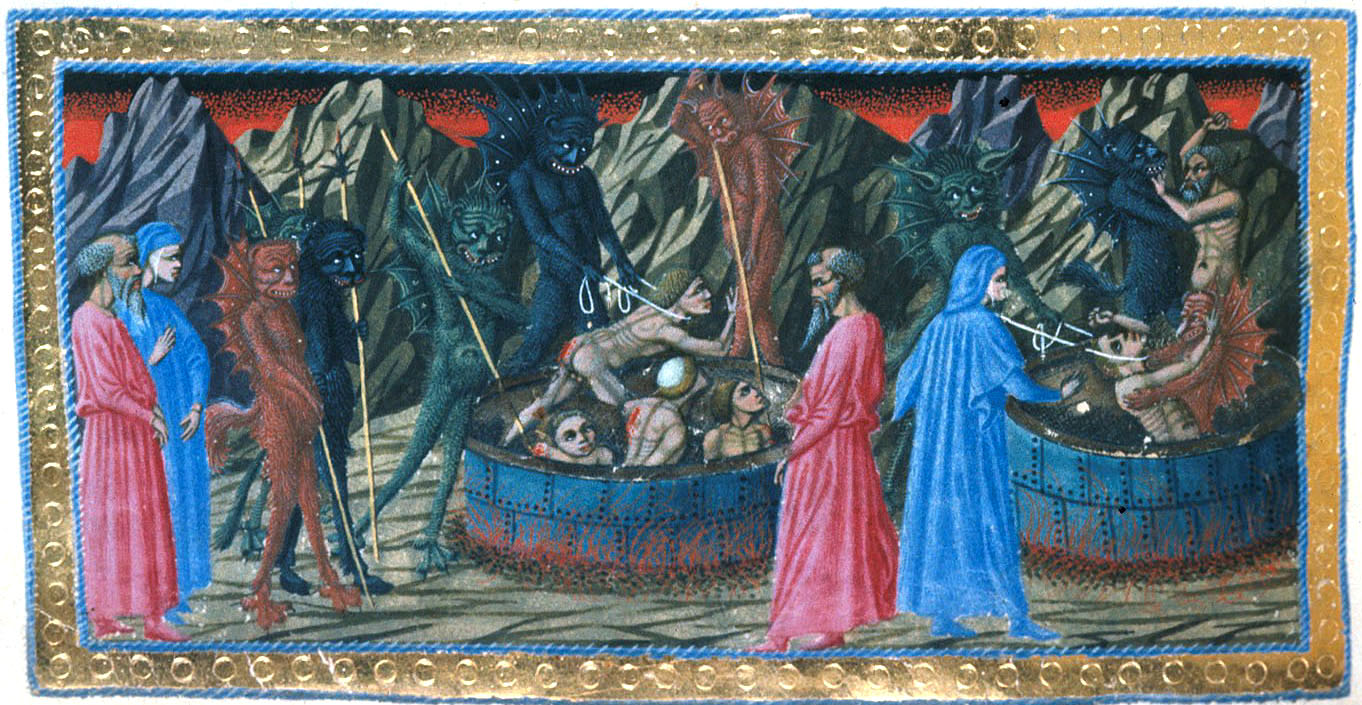
Cant vint-i-dosè. Priamo della Quercia, miniatura del.

El cant vint-i-dosè de l'Infern de Dante Alighieri té lloc al cinquè fossat del vuitè cercle, on són castigats els estafadors (baraters); som al matí del 9 d'abril de 1300 (Dissabte Sant), o segons altres comentaristes el 26 de març de 1300.
Aquest cant està molt vinculat a l'anterior, i constitueix el "segon acte" de la comèdia dels dimonis en la fossa dels estafadors. Els dos poetes són escortats per deu dimonis que enganxen un condemnat fora de la pega amb el qual parla Virgili. Es tracta de Ciampolo de Navarra, en la conversa amb Virgili menciona a Fra Gomita i Michele Zanche, com a companys de pena, tots ells estafadors. El condemnat fa servir el seu enginy per escapar dels dimonis que el tenen enganxat i aquests acaben barallant-se entre ells; moment que els nostres poetes aprofiten per fugir cap al sisè fossat.

## Anàlisi del cant

### Diables i estafadors - vv. 1-30

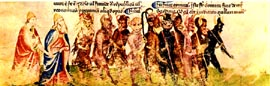
Il·lustració del Cant vint-i-dosè. Dante i Virgili acompanyats dels deu dimonis. Anònim pisà (1345)

El cant comença connectant directament amb l'anterior i presenta una extensíssima llista de comparacions de diferents tipus d'instruments o sons militars amb el soroll del cul del diable transformat en trompeta que dona l'ordre de marxa dels deu diables. Dante ens refereix amb gran abundància de detalls les pròpies vivències biogràfiques, en les quals havia pogut veure operacions militars de qualsevol tipus, així com tots els senyals que les caracteritzen (la marxa, l'assalt, la revista, la retirada, la sortida a cavall, els tornejos en equip i en solitari, tots ells iniciats per sons de trompetes, campanes, tambors, senyals visuals des dels castells, coses a la italiana i altres estrangeres), però mai havia vist moure ni infants, ni cavallers, ni naus seguint llums de terra o d'estrelles moguts per una "fanfara tan estranya" amb la qual s'havien posat en marxa els dimonis (és a dir el pet del seu comandant).
Aquest parèntesi, on Dante fingeix estar una mica estupefacte, encara que també fa el setciències, és un clar exemple de l'estil còmic del cant dels estafadors: utilitza paraules marcials i grandiloqüents per introduir un divertiment basat en la paròdia.
La recopilació de referències militars relacionades amb els episodis autobiogràfics també és destacable al començament del cant: Dante menciona la batalla de Campaldino, que va ser seguida pel setge de Caprona esmentat en el cant anterior; aquesta expedició florentina de 1289 és l'única experiència militar que va tenir Dante (fins on se sap).
Per tant, Dante i Virgili caminen en companyia dels deu dimonis ("els Malesbranques") al llarg de la vora de la fossa, però el pelegrí no està espantat, ni horroritzat (com estava per exemple sobre l'esquena de Gerió), al contrari, ja que només li ve a la ment un proverbi: "a l'església amb els sants, i a la taverna amb els golafres (és a dir, els bergants)" (vv. 14-15), com volent dir a cada lloc hi correspon una companyia "adequada" i que estant a l'Infern un s'ha de resignar a passejar amb els diables.
Com ha dit el seu cap Malacoda, els dimonis han de patrullar la pega bullent, per comprovar que cap condemnat en surt. També Dante va mirant cap a la pega i veu els condemnats que deixen sortir el dors, com els dofins, o la cara, com les granotes (s'ha de fer notar la contínua referència a símils animals, que són un indicador de la bestialitat d'aquests condemnats i el tractament còmic que en fa l'autor; tot ve condicionat perquè Dante odiava particularment els pecats que tenien relació amb els diners). Les granotes mostren la cara sobre l'aigua dels estancs, però tan aviat com veuen la serp se submergeixen totes. De la mateixa manera actuaven els condemnats, sempre preparats a burlar-se dels diables en un continuat joc d'astúcies i sagacitat oposades dels uns contra els altres. Aquest joc és diametralment oposat, per exemple a l'episodi dels centaures (Cant XII), on a cap condemnat semblava preocupar-li mínimament la idea de sortir de la sang bullent del Flegetont.

### Ciampolo de Navarra - vv. 31-90
Els estafadors només veure l'ombra dels dimonis se submergeixen, però un d'ells (i Dante en recordar-ho mentre escriu encara s'horroritza), sempre comparant-ho com algunes vegades fan les granotes, és massa lent a enfonsar-se i és enganxat per Rascagossos, el diable més proper, que amb el garfi l'agafa pels cabells envescats (amb un gest que avui podria recordar el que es fa amb la forquilla i els espaguetis) i, pujant-lo cap dalt com una llúdria (negre brillant per la pega gotejant), es prepara per escorxar-lo.

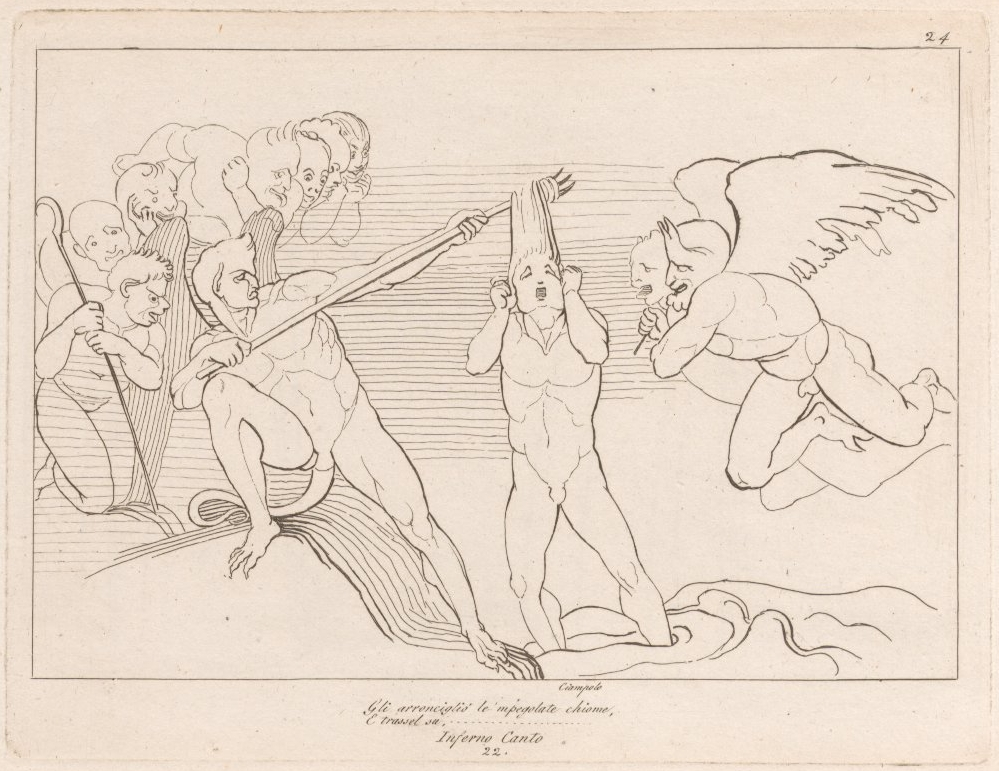
Gli arroncigliò le impegolate. Imatge de Ciampolo de Navarra.Il·lustració de John Flaxman (1793).

Dante, amb la seva extrema precisió, estableix el supòsit que es recorda de tots els noms dels dimonis per haver-los anomenat un a un Malacoda i per haver-los sentit parlar entre ells durant la marxa fins allí. Els dimonis en aquell moment estan cridant: "Va, Cararoja, clava-li damunt els teus garfis, i arranca-li la pell!", però Virgili a demanda de Dante, prega que abans, el condemnat digui qui és, presentant-se.
Ell respon que és natural de Navarra i que la seva mare el va posar al servei d'un Senyor, ja que el seu pare ja estava mort per haver-se destruït a si mateix i les seves coses (doncs suïcida i malbaratador). Després va entrar a formar part de la família (entès aquí com un grup de criats) del rei Tebaldo (Teobald II de Navarra o Teobald V de Xampanya) prop del qual va cometre el pecat d'estafa, pel qual és castigat. Els comentaristes antics van donar a aquest personatge el nom de Ciampòlo de Navarra (potser una contracció de Giampaolo o del francès Jean Paul), però les notícies històriques sobre ell es limiten al text de Dante.
Llavors Baconet, el diable que s'assembla a un porc pel nom i de fet, va ferir al condemnat amb un dels seus ullals, que li sortien dels dos costats de la boca, "li'n clava un i deixà un bon forat". Dante, sense por, a diferència del cant anterior; sembla força encuriosit amb aquesta rata que ha caigut entre gates cruels. Barbarínxol, que és el "sergent" d'aquesta tropa, llavors: "l'agafà amb els braços"; però qui és? Baconet, Barbarinxol o bé Ciampolo? Semblaria més probable que fos el condemnat que s'agafa a Barbarínxol; i quin és el gest exactament? Si en la següent escena sembla improbable que el tingués abraçat (ja que de fet el condemnat s'escaparà), potser llavors es podria entendre que Barbarinxol s'hauria interposat entre els dos per contenir als diables, potser allargant els braços, i prenent el verb chiudere (tancar) com a sinònim d'encerclar[1].
Després Barbarínxol diu: "Espera, mentre jo l'enforque." Això seria un intent d'excloure els altres dimonis del plaer de la tortura del condemnat, encara que hi ha qui ha llegit "inforcare" per montar a cavall (veure Purgatori VI, v.99: "inforcar li suoi arcioni").
Dante i Virgili semblen animar un cop més al condemnat (una concessió molt especial a la inevitabilitat del judici diví, que aplica les penes justes als condemnats, però que es mou en paral·lel amb el caràcter atípic d'aquest passatge), i aleshores Virgili li fa una altra pregunta retardant la tortura: "Digues, dels altres reus, en coneixes algun, sota la pega, que siga italià (latino)?". El condemnat va respondre que al seu costat tenia fins feia poc un "veí" d'Itàlia, un sard; i que li agradaria tornar amb ell sota la pega on no tindria por de les ungles ni dels ganxos.
En el ritme frenètic de l'episodi, el discurs de Ciampolo torna a ser interromput pels dimonis. Llebexaloc, que tremola d'impaciència per utilitzar el garfi diu lacònicament "ja n'hi ha prou!" i li arranca un tros de braç amb l'arpó. Dragonàs a la vista de la sang, s'exalta i es llença sobre les cames del desgraciat, però n'hi ha prou amb un cop d'ull del seu cap (el decurió) per aturar-los. Les ferides, però, no són horribles i no donen dolor a l'infeliç (penseu, per exemple, en l'horror de Dante en altres ocasions, com en el cas dels malbaratadors o dels sembradors de discòrdia, per fer èmfasi aquí també en el to lleuger i grotesc del cant), que les mira, però comença de nou a parlar, estimulat per Virgili.
El condemnat de qui parlava fa poc és Fra Gomita, de Gal·lura, receptacle (vasel: "vaixell") de tot frau, que va tractar als enemics del seu senyor ("suo donno", remarcant que en sard, "su" s'utilitza com un article possessiu: "el seu") de manera que tots en van treure profit (ell i els enemics: ell va cobrar diners i els va deixar lliures); però també en altres assumptes, "va traficar, no poc sinó a l'engròs". Michele Zanche de Logudoro està amb ell, i "la seua llengua no es cansa mai de parlar de Sardenya".

### Engany de Ciampolo i lluita dels diables - vv. 91-151
Després de veure els dimonis amenaçant-lo cada vegada més a prop, Ciampolo va callar. Focfollet: "obria molt els ulls per atacar" i "el gran prebost" (una altra manera d'indicar de nou a Barbarínxol, que ha estat exactament "proposto": proposat com a cap dels altres diables) l'expulsa: "Aparta't, ocellot pervers!". A continuació, Ciampolo proposa un pacte d'intercanvi: si ells (Dante i Virgili) volen veure a altres compatriotes de Toscana i Llombardia, ell els pot cridar, si els Malesbranques "s'allunyen un poc", perquè els condemnats no els vegin, ni tinguin por de les seves ombres; n'hi haurà prou que ell xiuli un senyal convingut i molts (aquí utilitza "set" amb un valor indeterminat) sortiran fora.

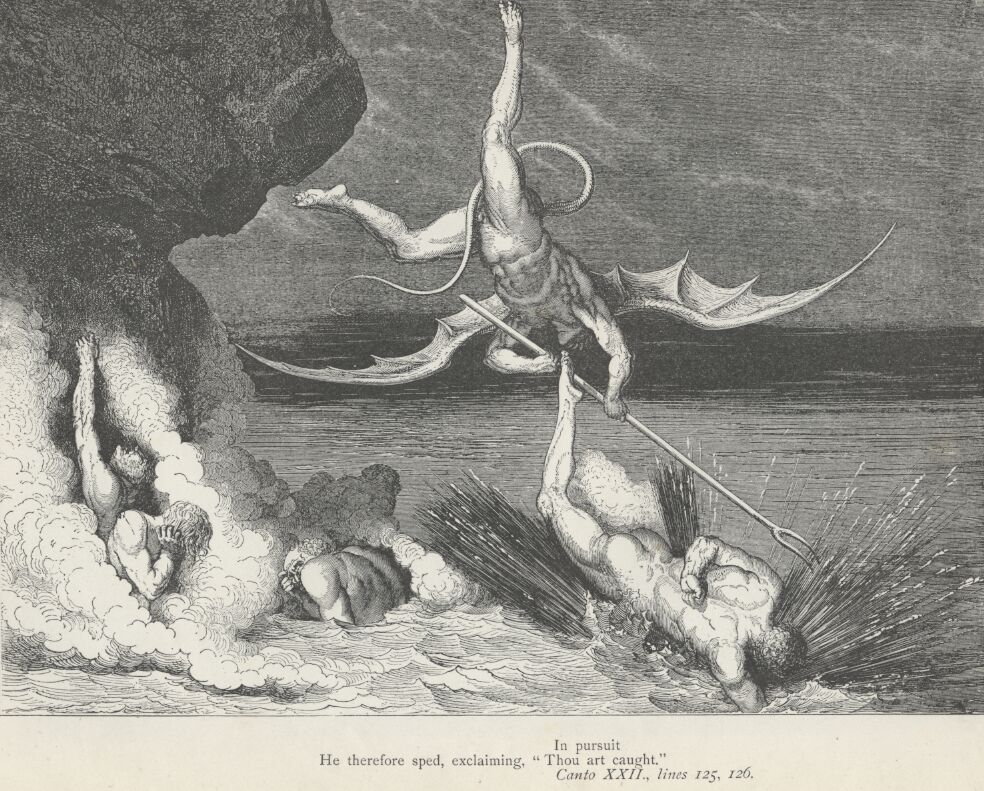
Fugida de Ciampolo segons Gustave Doré

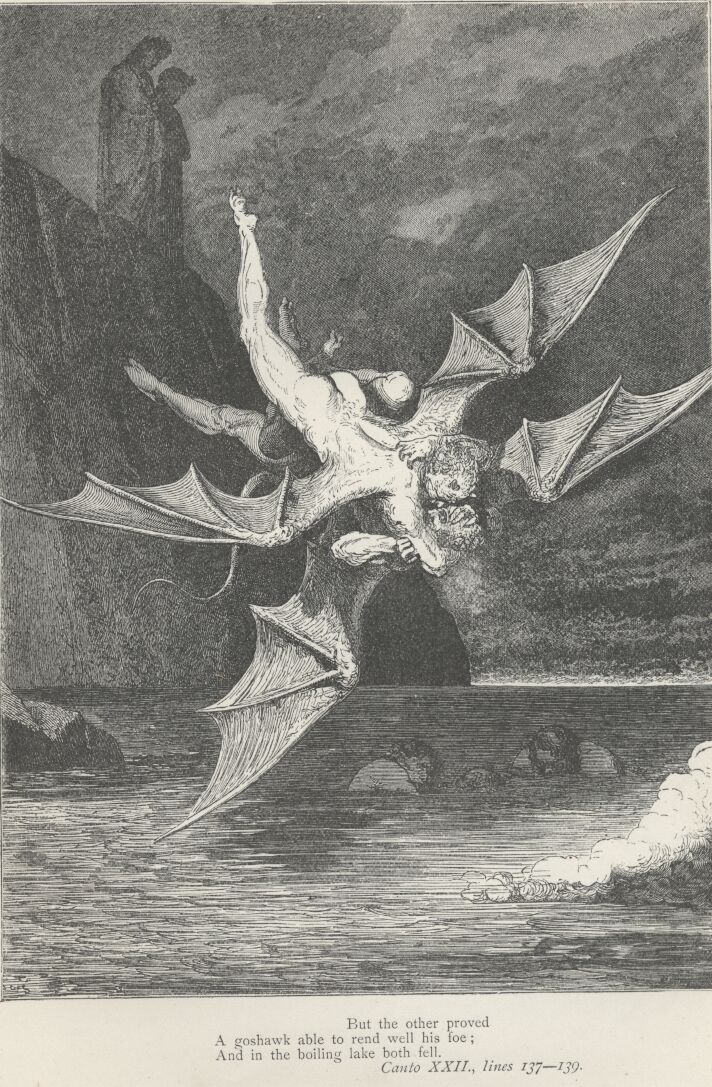
Infern Cant 22 vv. 137-139. Baralla dels diables. Gustave Doré

"Sentint això, Grangós va alçar el morro" i el va acusar de voler enganyar-los per tornar a la pega, però Ciampolo respon que fa l'engany a perjudici dels altres condemnats; ho diu així, temptant als dimonis. Alacaigut llavors, a diferència dels altres diables, és el primer a acceptar la seva proposta, amenaçant de tornar-lo a atrapar si intenta submergir-se de nou en la pega ("si tu et capbusses, jo no vindre al galop a perseguir-te sinó amb un vol d'ales sobre la pega" és a dir: amb les meves ales seré més veloç que un cavall al galop). Els diables llavors convençuts per Alacaigut es retiren just darrere la vora del pont, amagats també pel lleuger pendent de les Malesfosses, i el primer a fer-ho és el mateix Grangós, ell que havia expressat perplexitat, com donant a entendre la seva impaciència pel joc o l'atreviment, després d'haver estat convençut: en qualsevol cas és un detall psicològic molt realista.
Tots estan vigilant, però el Navarrès, jutja el moment precís, s'ajup i d'un salt se submergeix en la pega burlant-se de tothom. Alacaigut intenta un salt per capturar-lo, però ha de fer com el falcó que remunta el vol quan l'ànec s'amaga sota l'aigua: "les ales no van córrer tant com la por". Tots són presa del remordiment ("Es van quedar humiliats per l'error"), però més que ningú Alacaigut i després d'ell, Xafagebre, que havia seguit el vol esperant que el condemnat fugís per poder barallar-se; de fet, tan aviat com l'estafador desapareix, gira les seves urpes cap al seu company, que al seu torn respon amb urpes d'"esparver feroç". Tanmateix, en la lluita, tots dos cauen en la pega bullent. La calor és un pacificador meravellós, perquè els dos se separen immediatament, però no aconsegueixen  reprendre el vol amb les ales envescades de pega, i han de ser aferrats pels seus companys, encara que "eren ja cuits allà dins de la crosta".
Aprofitant la confusió, Dante i Virgili se'n van.

### L'estil còmic
Aquest cant, encara més que l'anterior, adquireix una forma dramàtica (en un sentit tècnic = teatral), accentuant l'aspecte de "comèdia": de fet, Dante defineix com a ludo, joc, que en llatí medieval significa una "representació teatral" (en francès antic jeu = "joc" s'utilitza per designar els drames sacres i profans, com en el  Jeu d'Adam, "drama d'Adam"). L'assumpte d'aquest "espectacle" és una competició d'astúcia entre els diables i l'estafador, que al final els estafa, ambdós són fraudulents per definició, però ambdós acaben derrotats: els diables, perquè perden la presa i l'estafador perquè no guanya altra cosa que la seva pena, tornant a la pega bullent de la qual havia sortit a l'inici del cant per trobar una mica d'alleujament. L'acció escènica està ben representada gràcies a l'animat diàleg de moltes veus, en la que s'alternen Dante i Virgili que parlen amb el condemnat d'una banda, i els diables de l'altra, o per la pantomima final. El registre és còmic fins i tot en el seu llenguatge, en l'absència de referències a les fonts clàssiques, presents a la resta de la Comèdia, en les similituds dels pecadors amb animals (dofins, granotes, i després llúdriga, rata, ànec): l'episodi és d'altra banda comparat, en el següent cant a la faula d'Isop de la granota i el ratolí.

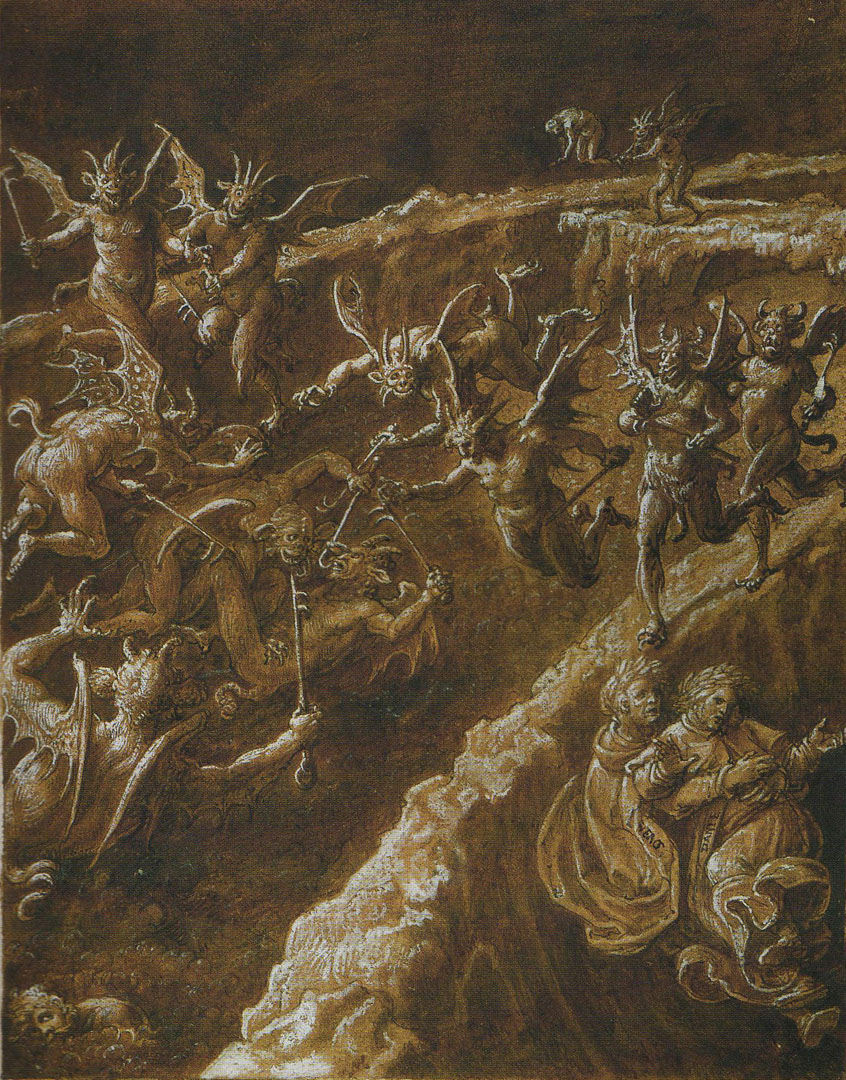
Il·lustració del cant XXII per Giovanni Stradano (1587)

## Recitat del Cant Vint-i-dosè a la xarxa
- Vittorio Gassman: « https://www.youtube.com/watch?v=SDpOqNiTKto »
- Achille Millo: « https://www.youtube.com/watch?v=rt2cvlnXvio»
- Lectura i comentari de Vittorio Sermonti: « https://www.youtube.com/watch?v=9fBgyDU_XsI »
- Paràfrasi i imatges animades: «https://www.youtube.com/watch?v=IGxY1a6-xyg»